# がん抑制遺伝子
がん抑制遺伝子（がんよくせいいでんし、英: tumor suppressor gene）は、がんの発生を抑制する機能を持つタンパク質（がん抑制タンパク質）をコードする遺伝子である。特に有名ながん抑制遺伝子として、p53、Rb、BRCA1などが挙げられる。2倍体の細胞において2つのがん抑制遺伝子両方が損傷することなどにより、結果としてがん抑制タンパク質が作られなくなったり、損傷遺伝子からの異常ながん抑制タンパク質が正常がん抑制タンパク質の機能を阻害すると、組織特異的にがん化が起きると考えられている。
今までに、十数以上のがん抑制遺伝子が知られており、組織特異的であることが多い。ただしp53の変異は大腸癌、乳癌など非組織特異的とみられる。一方、Rbの変異は網膜芽細胞腫、骨肉腫など、BRCA1の変異は家族性乳がん、子宮がんなど、MSH2の変異は大腸癌などに見られる。これらのがん抑制タンパク質の機能は細胞周期チェックポイント制御、転写因子制御、転写、DNA修復など多岐にわたっている。これらのがん抑制遺伝子群の諸機能が解明されることにより、がん発生メカニズムの巨大な謎が解かれつつあると考えられている。

## 歴史

### がん抑制遺伝子の発見
がん化を促進する機能を持つがん遺伝子が発見されて以来、発がんを抑制する遺伝子、すなわちがん抑制遺伝子の存在が予想されてきた。1986年、網膜芽細胞腫の発生に深く関与する遺伝子としてRB遺伝子（Rb-1）が単離された。Rbは片方の対立遺伝子が損傷し機能していない状況でも、もう一方の正常な対立遺伝子からRbタンパク質を作り出すことができる。しかし、残された正常遺伝子にも損傷が起きると（ヘテロ接合性の消失：Loss of heterozygosity）、Rbタンパク質の機能が初めて失われ、網膜芽細胞腫の発生につながる。アルフレッド・ジョージ・クヌードソンJrにより提唱されたこの2ヒット理論は遺伝学的に証明され、Rb遺伝子はがん抑制遺伝子と同定された最初の遺伝子となった。この発見は、それまでがん遺伝子のみを対象に行われてきたがん研究に対し大きな転換をもたらした。

### がん抑制遺伝子としてのp53遺伝子
Rbに次いでがん抑制遺伝子として同定されたのがp53遺伝子である。p53は1979年に単離されて以来がん遺伝子と考えられていたが、がん遺伝子として機能するのは変異を起こしたp53であり、元々のp53遺伝子はがん抑制遺伝子であることが示された。p53遺伝子の機能を失わせたノックアウトマウスは、ほぼ正常に発生するにもかかわらず、成長後に多くの組織でがんを発症することが分かり、がん抑制遺伝子のがん発生における重要性が確認された。また、ヒトの腫瘍の約50%にp53遺伝子の変異が認められることから、p53は現在までに同定された中ではもっとも重要視されるがん抑制遺伝子となっている。p53の機能はきわめて多岐にわたるが、G1/S細胞周期チェックポイント制御機能、アポトーシス誘導機能、転写因子としての機能がよく知られている。

### ミスマッチ修復タンパク質群
MSH2（MutS homologue 2）タンパク質はDNAミスマッチ修復においてDNAミスマッチを検出するタンパク質であり、大腸菌のMutS（Mutator Small subunit）に相同性がある。MSH2タンパク質はDNAミスマッチに依存して細胞周期もコントロールする。生物種を超えて大腸菌にまで保存されたタンパク質であるという点で注目される。MSH2を破壊したノックアウトマウスはがんを発症することから、MSH2はがん抑制遺伝子であると確認されている。MSH2がん抑制遺伝子は、ヒトのがんがDNA修復機構あるいは細胞周期コントロールの異常で起き得ることを示唆し、がん発症の分子機構の理解に大きなヒントを与えた。DNAが損傷し、修復できないと、細胞の増殖を制御する遺伝子が損傷し、細胞の増殖を制御できなくなることがある。現在、がんは細胞のDNA損傷とその遺伝的な固定（体細胞のみ、もしくは生殖細胞を含む）によって起こるという考えが主流だが、その考えの基本はミスマッチ修復タンパク質群ががん抑制遺伝子であるという発見にも由来している。

### 最近の知見
大規模な脳腫瘍の解析によると、多くの変異が既知のがん抑制遺伝子、がん遺伝子に見つかることが示された。 これは、未知のがん抑制遺伝子の存在を否定する研究ではないが、それぞれの既知の遺伝子のがんにおける重要さの度合いを示唆している。また、がん抑制遺伝子の研究の初期段階が終了している可能性をかなり間接的ながら示唆している。

## 一覧
がん抑制遺伝子であることが判明している遺伝子、あるいはその候補と考えられている遺伝子の一部を、以下の表に示す。
| 遺伝子名     | 主な機能                     | 関連する癌・疾患の例               | 文献   |
| ------------ | ---------------------------- | ---------------------------------- | ------ |
| RB           | 細胞周期調節                 | 網膜芽細胞腫                       | [ 7 ]  |
| p53          | 転写因子                     | Li-Fraumeni症候群                  | ,      |
| APC          | β-カテニン結合               | 家族性大腸腺腫症                   | [ 10 ] |
| NF1          | GTPアーゼ活性化              | 神経線維腫症1型                    | [ 11 ] |
| NF2          | 細胞骨格結合                 | 神経線維腫症2型                    | [ 12 ] |
| WT1          | 転写因子                     | ウィルムス腫瘍                     | [ 13 ] |
| VHL          | 転写伸長調節                 | フォン・ヒッペル・リンドウ病、腎癌 | [ 14 ] |
| BRCA1        | 相同組換え修復               | 家族性乳癌                         | [ 15 ] |
| BRCA2        | 相同組換え修復               | 家族性乳癌                         | [ 15 ] |
| CHEK2        | 細胞周期調節                 | 家族性乳癌                         | [ 16 ] |
| Maspin       | セリンプロテアーゼ阻害       | 乳癌                               | [ 17 ] |
| p73          | 転写因子                     | 乳癌、卵巣癌                       | [ 18 ] |
| DPC4 (SMAD4) | 転写因子                     | 若年性ポリポーシス、膵癌           | [ 19 ] |
| MSH2         | ミスマッチ修復               | 遺伝性非腺腫性大腸癌               | [ 20 ] |
| MLH1         | ミスマッチ修復               | 遺伝性非腺腫性大腸癌               | [ 21 ] |
| PMS2         | ミスマッチ修復               | 遺伝性非腺腫性大腸癌               | [ 22 ] |
| DCC          | N-CAM様タンパク質            | 大腸癌                             | [ 23 ] |
| PTEN         | ホスファターゼ               | Cowden病、神経膠芽腫               | [ 24 ] |
| SDHD         | ミトコンドリア膜タンパク質   | 傍神経節腫                         | [ 25 ] |
| p16          | サイクリン依存性キナーゼ阻害 | 悪性黒色腫                         | [ 26 ] |
| p57KIP2      | 細胞周期調節                 | Beckwith-Wiedemann症候群           | [ 27 ] |
| PTC          | Shh受容体                    | Gorlin症候群、基底細胞癌           | [ 28 ] |
| TSC1         | -                            | 結節性硬化症                       | [ 29 ] |
| TSC2         | -                            | 結節性硬化症                       | [ 30 ] |
| EXT1         | -                            | 多発性骨軟骨性外骨腫症             | [ 31 ] |
| EXT2         | -                            | 多発性骨軟骨性外骨腫症             | [ 32 ] |

ほかにニューレグリン1も該当する。

## がん感受性遺伝子との用語的な区別
現在、がん抑制遺伝子（英: tumor suppressor gene）は、がん感受性遺伝子（英: tumor susceptible gene）とは区別されることも、されないこともある。区別されないか、混同されていることが多い。以下、区別される場合には、ヒト腫瘍において一般に変異が観察される場合、ヒトのがん感受性遺伝子、かつ、がん抑制遺伝子と推測される。ヒトの腫瘍において一般に変異が観察されない場合で、該当するマウス遺伝子のノックアウトマウスでがんが発生する遺伝子は、ヒトにおいてのがん抑制遺伝子、がん感受性遺伝子としての効果は不明であるが、ヒトのがん抑制遺伝子ではないかと推測されることが多い。すなわち、ヒトのがん感受性遺伝子であることは、よりヒトのがん抑制遺伝子であることよりも臨床的に注目される。